# Qahabçay
Qahabçay är ett vattendrag i Azerbajdzjan.   Det ligger i kommunen Babek Rayon och distriktet Nachitjevan, i den sydvästra delen av landet, 400 km väster om huvudstaden Baku.
Trakten runt Qahabçay består till största delen av jordbruksmark. Runt Qahabçay är det ganska glesbefolkat, med 48 invånare per kvadratkilometer.